# 5-те тисячоліття до н. е.
П'яте тисячоліття до н. е. (V) — часовий проміжок з 5000 до 4001 року до н. е.

## Археологічні культури
- Трипільська культура на території нинішніх Україна, Молдови та Румунії.
- Халколітичні (міднокам'яні) культури Середній Стіг, Самара та ранній Майкоп.
- Капсійська культура на території Північної Африки та країн Середземномор'я.
- 4500 до н. е. — цивілізація Суса та Кіш у Месопотамії та Хузестані.
- 4570-4250 до н. е. — культура Мерімде у дельті Ніла.
- 4400-4000 до н. е. — культура Бадарі у Верхньому Єгипті.

## Події

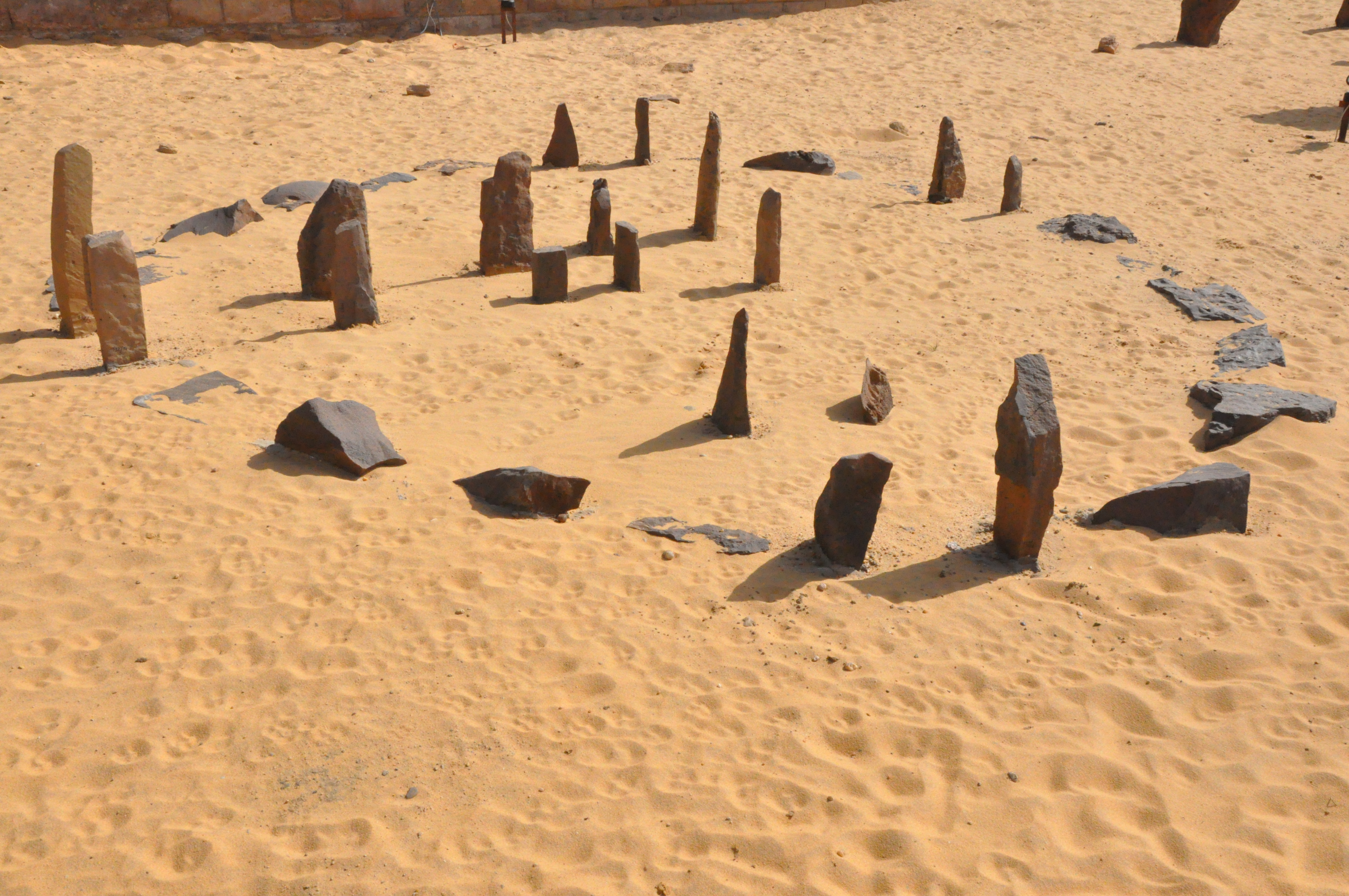
Набта-Плая "календар" в Асуанському нубійському музеї

- Бл. 5000 до н. е. — розпад алтайської прамови (за даними глоттохронології).
- Бл. 5000 до н. е. — вирощування рису (як одного з основних продуктів харчування) в Південно-Східної Азії.
- Бл. 5000 до н. е. — початок вирощування кукурудзи на території сучасної Мексики.
- Бл. 5000 до н. е. — поява перших жителів на місці Бібла, одного з найдавніших міст світу.
- 4900-4600 до н. е. — в Центральній Європі зводяться споруди при кругових ровах.
- Бл. 4500 до н. е. — спорудження мегалітичного комплексу Набта-Плая, Єгипет.
- Бл. 4100 до н. е. — початок періоду Урук в Месопотамії.

## Винаходи та відкриття

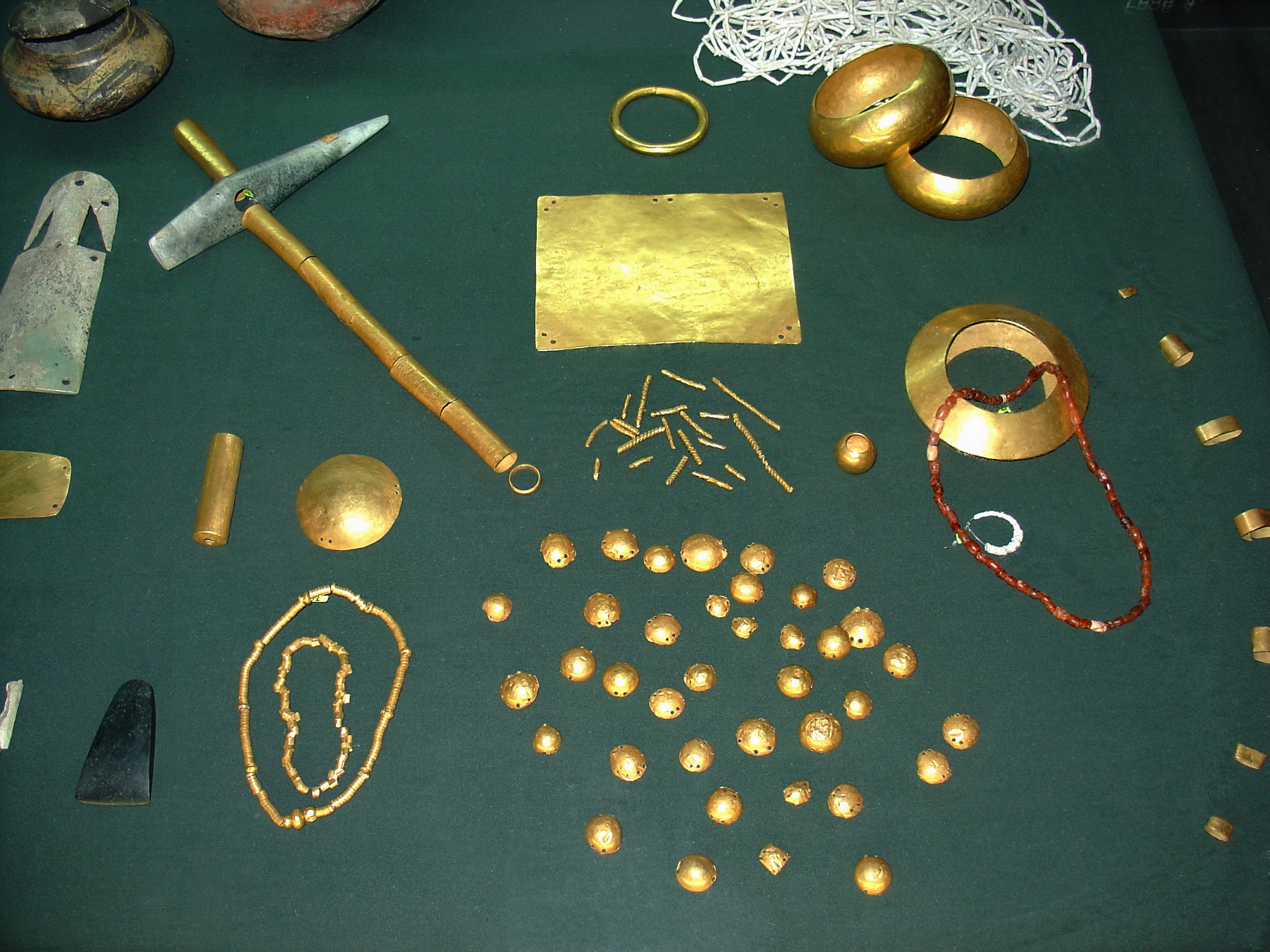
Предмети із золота, знайдені в некрополі Варни

- Предмети із золота, знайдені в некрополі ВарниБл. 5000 до н. е. — гіпотетичні зачатки письмових систем, можливо, піктографічних: напис із Вінчі, кам'яні таблички з нарізними значками, знайдені в Тартарії (Трансільванія);
- Бл. 5000 до н. е. — початок використання бавовни як сировини для виробництва тканин, Мергарх, Пакистан[1].
- Бл. 4900 до н. е. — спорудження Гозекського кола (Німеччина), яке, можливо, є однією з найдавніших сонячних обсерваторій у світі[2].
- Бл. 4600 до н. е. — найдавніші у світі прикраси із золота (Варненський некрополь, Болгарія)[3].
- 4241 до н. е. — запровадження 365-денного календаря в Стародавньому Єгипті;
- Одомашнення азійського буйвола в Китаї;
- Розвиток пивоваріння;
- Розвиток технології колеса в Месопотамії та Центральній Європі.
- Найдавніше зображення вітрильного човна (територія сучасного Кувейту)[4].

## Міфічні події
- 4004 до н. е. — дата створення світу в літочисленні від створення світу за масоретським текстом Старого Завіту.